# Pan'an
Pan'an léase Pan-Án (en chino simplificado, 磐安县; pinyin, Pán'ān xiàn) es un condado bajo la administración directa de la ciudad-prefectura de Jinhua. Se ubica en la provincia de Zhejiang, este de la República Popular China. Su área es de 1194 km² y su población total para 2010 fue más de 150 mil habitantes.

## Administración
El condado de Pan'an se divide en 14 pueblos que se administran en 2 subdistritos, 7 poblados y 5 villas.
Las ciudades dentro del condado son:
- Anwen (安文镇), Shanghu (尚湖镇), Fangqian (方前镇), Xinwo (新渥镇), Jianshan (尖山镇), Yushan (玉山镇), Renchuan (仁川镇), Dapan (大盘镇), Lengshui (冷水镇)

Las provincias administrativas que incluye el condado de Pan´Án son:
- Huzhai Township (胡宅乡), Yaochuan Township (窈川乡), Shuangxi Township (双溪乡), Shenze Township (深泽乡), Shuangfeng Township (双峰乡), Panfeng Township (盘峰乡), Weixin Township (维新乡), Gao'er Township (高二乡), Jiuhe Township (九和乡), Wancang Township (万苍乡)[7]

## Historia
Durante el período Qin, perteneció al condado de Huiji y al condado de Minzhong. En la dinastía Han del Este (195), la parte norte perteneció a Hanning del condado de Kuaiji, en la prefectura de Yangzhou.
En la época de Huanglong, durante los Tres Reinos (231), la parte oriental perteneció al condado de Shiping de Kuaiji (luego cambiado a Linhai). En el octavo año de Wu Chiwu en los Tres Reinos (245), el sur perteneció al condado de Yongkang. 
En el tercer año de Sui Daye (607), después de que Wuzhou se cambiara al condado de Dongyang, el noreste perteneció a Zhuji, el este a Linhai, el suroeste a Yongkang y la parte central a Wushang. En el primer año de Dengfeng (696), estuvo con el condado de Tangxing en el este, el condado de Jinyun en el sureste, el condado de Yongkang en el suroeste y el condado de Dongyang en el noreste.
Desde el segundo año de Xianping en la dinastía Song del Norte (999), perteneció a Dongyang, Yongkang, Jinyun y Tiantai; el condado de Dongyang, una vez estableció departamentos de inspección en Yushan y Ruishan, y más tarde el condado de Yongkang, que estableció departamentos de inspección en Xiaoyi. En ese momento, los condados pertenecían a tres estados: Dongyang y Yongkang pertenecían a Wuzhou, Jinyun pertenecía a Chuzhou y Tiantai pertenecía a Taizhou. La afiliación durante las dinastías Yuan, Ming y Qing se mantuvo sin cambios.
Desde que se estableció la República de China, todos los condados entraron bajo el gobierno provincial de Zhejiang. El condado de Pan’an, cuenta con una superficie total de 1.162,27 kilómetros cuadrados. El nombre del condado proviene de "Xunzi · Fu Guo" y "Guoan Yu Panshi", que significa "como una roca".
El 17 de septiembre de 1953 estaban registrados 1.143 hogares, 4.271 personas, 3.792,72 acres de tierra cultivable bajo la jurisdicción del condado de Pan'an.
El 13 de julio de 1983, el Consejo de Estado de China aprobó la restauración del condado de Pan'an y se separó del condado de Dongyang el 10 de noviembre. Además de todo el territorio del condado de Pan'an, el condado actual bajo la jurisdicción del condado de Pan'an, incluye también Lingkou, Yufeng, Jianshan y Huzhai, que originalmente pertenecían al condado de Dongyang.